# Рио Браво
«Ри́о Бра́во» (англ. Rio Bravo) — кинофильм 1959 года в жанре вестерн, снятый режиссёром Говардом Хоуксом по рассказу Б. Х. Маккэмпбелла. Фильм фигурировал в списке «250 лучших фильмов по версии IMDb». В декабре 2014 года внесён в Национальный реестр фильмов США, обладая культурным, историческим или эстетическим значением.
В фильме звучат песни «Rio Bravo» (музыка Дмитрий Тёмкин, слова Пол Фрэнсис Уэбстер, исполняет Дин Мартин), «My Rifle, My Pony, and Me» (музыка Дмитрий Тёмкин, слова Пол Фрэнсис Уэбстер, исполняют Дин Мартин и Рикки Нельсон) и «Cindy» (народная, исполняют Рикки Нельсон и Уолтер Бреннан).

## Сюжет
В маленьком техасском городке Рио Браво местный пьяница Дьюд (Буррачон) (Дин Мартин) заходит в салун, чтобы выпить. Джо Бардетт (Клод Экинс), посмотрев на Дьюда и решив поиздеваться над ним, кидает серебряный доллар в плевательницу. Дьюд наклоняется к урне, чтобы достать доллар, но шериф Джон Т. Ченс (Джон Уэйн) опрокидывает урну и пытается пристыдить Дьюда. Когда шериф поворачивается к Джо Бардетту, Дьюд бьёт шерифа по голове, и тот теряет сознание. Дьюд пытается ударить и Бардетта, но двое подручных последнего хватают Дьюда, и тот начинает его бить. Случайный посетитель салуна хватает за руку Джо Бардетта, чтобы тот не бил больше Дьюда. Тогда Джо Бардетт достаёт револьвер и спокойно убивает посетителя. Потом Бардетт покидает салун, и никто не осмеливается его остановить.
Пришедший в себя Ченс нагоняет Джо Бардетта в другом салуне, наставляет на него ружьё и арестовывает за убийство. При помощи появившегося Дьюда шериф ведёт Бардетта в тюрьму. При этом выясняется, что Дьюда шериф Джон Ченс нанял своим помощником, а ещё раньше он уже был помощником шерифа и не был пьяницей, а пьяницей он стал после того, как связался с заезжей проституткой и влюбился в неё.
По сюжету оказывается, что у Джо Бардетта есть воинственный брат — богатый ранчеро Натан Бардетт (Джон Расселл). Он обещает освободить брата из тюрьмы. Единственными помощниками шерифа становятся Дьюд и пожилой помощник шерифа Стампи (Уолтер Бреннан). Шериф и его помощники ожидают маршала (судебного исполнителя), который должен приехать только через неделю на дилижансе, и сторожат Джо Бардетта.
В город прибывает обоз с горючим и с динамитом. Начальник обоза — Пэт Уилер (Уорд Бонд), старый друг шерифа Джона Т. Ченса — предлагает шерифу свою помощь и помощь охраны обоза по охране Джо Бардетта в тюрьме и по защите города от банды Натана Бардетта. Однако шериф отказывается от предложенной помощи друга, поскольку считает предлагаемых помощников непрофессиональными военными и боится за их жизнь. При этом шериф соглашается взять себе в помощники молодого паренька — Колорадо Райана (одного из охранников обоза с горючим и динамитом) после того, как начальник обоза говорит о нём, как об очень хорошем стрелке. Вскоре начальник обоза погибает от рук подручного Натана Бардетта, которого последний нанял для убийства за 50 долларов золотом.
В город на дилижансе прибывают загадочная женщина Фитерс (Энджи Дикинсон), у которой завязываются романтические отношения с шерифом. Молодой паренёк — Колорадо Райан (Рики Нельсон) присоединяется к шерифу в качестве его помощника. Весь дальнейший сюжет состоит в борьбе шерифа и его товарищей против банды Бардетта, оканчивающейся благополучным финалом. При этом помощник шерифа Дьюд будет дважды захвачен в заложники Натаном Бардеттом (богатым братом Джо Бардетта). Первый раз Дьюда освободят по счастливой случайности. Второй раз состоится неудачный (для Натана Бардетта) обмен помощника шерифа Дьюда на его брата Джо Бардетта. В финале в ход пойдут шашки динамита, завезенного в город вместе с обозом. Оставшиеся в живых сообщники Натана Бардетта и его брат — Джо Бардетт будут арестованы.

## В ролях
- Джон Уэйн — шериф Джон Т. Ченс[2]
- Дин Мартин — Дьюд («Боррачон»)
- Рики Нельсон — Колорадо Райан
- Энджи Дикинсон — Фетерс
- Уолтер Бреннан — Стампи
- Уорд Бонд — Пэт Уилер
- Джон Расселл — Натан Бёрдетт (Бардетт)
- Педро Гонсалес-Гонсалес — Карлос Робанте
- Эстелита Родригес — Консуэла Робанте
- Клод Экинс — Джо Бёрдетт (Бардетт)
- Майрон Хили — Барфли
- Якима Канутт — стрелок-наездник (в титрах не указан)

## История создания
Фильм частично был кинематографическим ответом придерживавшихся правых взглядов Хоукса и Уэйна на вестерн левого Фреда Циннемана «Ровно в полдень», в котором главный герой в одиночку борется с бандой, а жители города держатся в стороне. В «Рио Браво» же происходит объединение всех хороших людей города в противостоянии бандитам.